# پریسیازین
پریسیازین(به انگلیسی: Periciazine) (INN)، داروییست از دسته فنوتیازین‌ها که به عنوان ضدروان‌پریشی تیپیکال کاربرد دارد.
پریسیازین برای فروش در ایالات متحده تأیید نشده‌است. این دارو معمولاً در کانادا و روسیه با نام تجاری Neuleptil و در انگلستان و استرالیا با نام تجاری Neulactil به فروش می‌رسد.